# Gábor Csapó
Gábor Csapó, född 20 september 1950 i Budapest, död 27 november 2022 i Budapest, var en ungersk vattenpolospelare. Han ingick i Ungerns landslag vid två olympiska spel.
Csapó gjorde fyra mål i den olympiska vattenpoloturneringen i Montréal där Ungern tog guld. I den olympiska vattenpoloturneringen i Moskva gjorde han fem mål och Ungern tog brons. Csapó tog VM-guld i samband med världsmästerskapen i simsport 1973 i Belgrad.
Csapó tog EM-guld i Wien 1974 och på nytt i Jönköping 1977.